# Episodi di Heartland (quinta stagione)
La quinta stagione di Heartland è andata in onda sul canale canadese CBC dal 18 settembre 2011 al 25 marzo 2012. In Italia è stata trasmessa su Rai Uno dal 21 agosto 2012, ma interrotta dopo la trasmissione del quarto episodio. Gli episodi, come accaduto anche per quelli della quarta stagione, sono stati trasmessi con tagli vari, che hanno accorciato complessivamente la durata di ciascun episodio di circa 4 minuti. La serie è andata di nuovo in onda su Rai 4 senza tagli a partire dall'8 marzo 2013, e dal 14 marzo 2013 al 2 aprile 2013 sono stati trasmessi gli episodi in prima TV.
| nº | Titolo originale              | Titolo italiano            | Prima TV Canada   | Prima TV Italia |
| -- | ----------------------------- | -------------------------- | ----------------- | --------------- |
| 1  | Finding Freedom               | In cerca di libertà        | 18 settembre 2011 | 21 agosto 2012  |
| 2  | Something In The Night        | Trasloco con sorpresa      | 25 settembre 2011 | 22 agosto 2012  |
| 3  | What's In the Name?           | Benvenuti in famiglia      | 2 ottobre 2011    | 23 agosto 2012  |
| 4  | Beyond Hell's Half Mile       | Il metodo del Dottor Mitch | 16 ottobre 2011   | 24 agosto 2012  |
| 5  | Never Let Go                  | Summerset Sisters          | 23 ottobre 2011   | 14 marzo 2013   |
| 6  | The Slippery Slope            | Il compleanno di Jack      | 30 ottobre 2011   | 15 marzo 2013   |
| 7  | Over the Rise                 | Oltre la collina           | 13 novembre 2011  | 18 marzo 2013   |
| 8  | Nothing for Granted           | Bentornata signora Bells   | 20 novembre 2011  | 19 marzo 2013   |
| 9  | Cover Me                      | Corse clandestine          | 4 dicembre 2011   | 20 marzo 2013   |
| 10 | Trust                         | Fiducia                    | 8 gennaio 2012    | 21 marzo 2013   |
| 11 | Fool's Gold                   | L'ultima gita di famiglia  | 15 gennaio 2012   | 22 marzo 2013   |
| 12 | Road to Nowhere               | Eagle Lake                 | 22 gennaio 2012   | 25 marzo 2013   |
| 13 | Aftermath                     | L'incidente                | 12 febbraio 2012  | 26 marzo 2013   |
| 14 | Working on a Dream            | Conflitto al femminile     | 26 febbraio 2012  | 27 marzo 2013   |
| 15 | Breaking Down and Building Up | Una casa per Lou e Peter   | 4 marzo 2012      | 28 marzo 2013   |
| 16 | Wild Horses                   | Cavalli selvaggi           | 11 marzo 2012     | 29 marzo 2013   |
| 17 | True Calling                  | Cambiamenti                | 18 marzo 2012     | 1º aprile 2013  |
| 18 | Candles in the Wind           | Occasioni speciali         | 25 marzo 2012     | 2 aprile 2013   |